# Anderson Lau
Anderson Alexander Leong Lau (Vinhedo, 28 de setembro de 1979) é um ator brasileiro.

## Biografia
Anderson Lau é descendente de chineses e vive em Curitiba desde os três anos de idade. Como outros artistas da cidade, foi descoberto no Festival de Teatro de Curitiba por um pesquisador de elenco da Rede Globo. Anderson também gravou um clipe do Mamonas Assassinas pela RPCTV.

## Filmografia
| Ano  | Título                   | Papel                                    | Nota                                  |
| ---- | ------------------------ | ---------------------------------------- | ------------------------------------- |
| 2023 | Terra e Paixão           | Usuário 3316, assinante japonês de Anely |                                       |
| 2019 | Verão 90                 | Investidor da Pop TV                     |                                       |
| 2018 | Além da Ilha             | Kenji Midoriya                           |                                       |
| 2010 | Tempos Modernos          | Okuda                                    |                                       |
| 2008 | Negócio da China         | Wu Chuang                                |                                       |
| 2008 | Por Toda Minha Vida      | Bento Hinoto                             | Episódio: "Mamonas Assassinas"        |
| 2007 | Toma Lá, Dá Cá           | Jorge Nelson (Naldinho)                  | Episódio: "Quem Muito se Abaixa..."   |
| 2007 | Sítio do Picapau Amarelo | Ching Ling                               | Temporada 7                           |
| 2005 | Bang Bang                | Sheng Leng Jr.                           |                                       |
| 2004 | Malhação                 | Koji                                     |                                       |
| 2004 | A Diarista               |                                          | Episódio: "O Japão Nosso de Cada Dia" |

## Teatro
| Ano  | Título                        |
| ---- | ----------------------------- |
| 2007 | Vamos Transar                 |
| 2005 | A Noite das Mal Dormidas      |
| 2004 | Pequenas Caquinhas            |
| 2004 | O Grande Rei Leão             |
| 2003 | Amores & Sacanagens Urbanas   |
| 2003 | Tartufo                       |
| 2002 | Fim de Partida                |
| 2002 | O Mendigo ou o Cachorro Morto |

## Prêmios e indicações
| Ano  | Premiação          | Categoria      | Nomeação                    | Resultado |
| ---- | ------------------ | -------------- | --------------------------- | --------- |
| 2003 | Troféu Gralha Azul | Ator Revelação | Amores & Sacanagens Urbanas | Venceu    |